# Eleonora Rozanek
Eleonora Rozanek auch Eleonora Rožánková oder Eleonora Braig-Rozanek (* 13. August 1896 in Prag; † 11. Oktober 1987 in München) war eine deutsche Malerin.

## Leben

### Familie
Eleonora Rozanek war die Tochter eines Kunstsammlers und wuchs seit 1904 in Altona auf.
1941 heiratete sie Gustav Braig. Mit diesem nahm sie 1945 ihren Wohnsitz zuerst auf dem Land in Süddeutschland und ab 1951 in München; 1953 und 1961 war ihr Ehemann in der Ferdinand-Maria-Straße 150 im Münchner Adressbuch verzeichnet.

### Werdegang
Eleonora Rozanek hatte bereits in ihrer Kindheit durch ihren Vater eine frühe Begegnung mit der Kunst.
Aufgrund der Vermittlung ihres Bruders wurde sie von 1913 bis 1920 an der Kunstgewerbeschule in Altona unter anderem durch Oskar Schwindrazheim unterrichtet; ihre Ausbildung umfasste Aktzeichnen, hierbei war sie die einzige Frau im Zeichensaal. sowie Porträtzeichnung und Tierstudien in Hagenbecks Tierpark. Weiterhin wurde sie in den Bereichen Lithografie und Radierung von Willy Lange (1876–1950) unterrichtet. Um bei diesem den Unterricht fortsetzen zu können, verkaufte sie erste Zeichnungen und fertigte wissenschaftliche Zeichnungen im Botanischen und Zoologischen Garten an.
1920/1921 hielt sie sich zu einem kurzen Studienaufenthalt am Bauhaus in Weimar auf und gewann erste Eindrücke von gegenstandsloser Malerei. Daran schlossen sich weitere mehrmonatige Studienaufenthalte in Paris und Prag an.
Von 1920 bis 1925 arbeitete sie, auf Empfehlung von Willy Lange, im gebrauchsgrafischen Bereich in Hamburg für die Plakatdruckerei Gebrüder Ludwig Friedlaender; dort wurde sie bald zur gefragten Expertin für Plakatzeichnungen. Auf Empfehlung erhielt sie auch Aufträge von russischen Firmen und erstellte für die Deutsch-Russische Transport-Aktiengesellschaft (DERUTRA) konstruktive Zeitungsköpfe. Dazu lieferte sie von 1923 bis 1927 monatliche Zeichnungen mit Szenerien, Figurinen und Prospekte für das Hansa-Theater sowie seit 1924 für den Nordische Rundfunk AG (NORAG) (heute NDR). In dieser Zeit verdiente sie auch ihren Lebensunterhalt durch das Kopieren von niederländischen Meistern.
1930 siedelte sie nach Berlin über, wo sie bis 1939 als Pressezeichnerin für die Zeitschriften Die Dame und Lustige Blätter arbeitete.
Während des Zweiten Weltkriegs verlor sie fast alle ihre Arbeiten. Nach dem Zweiten Weltkrieg unternahm sie ihren künstlerischen Neubeginn.

### Künstlerisches Wirken
Nach Abschluss der Kunstgewerbeschule malte Eleonora Rozanek französisch-impressionistisch; in dieser Zeit entstanden viele Porträts ihrer „schönen Freundinnen“. Ohne dass sie der Frauenbewegung nahe stand, pflegte sie eine kräftige Malweise, „wie Frauen nicht zu malen haben“. Sie arbeitete in allen Techniken, unter anderem Öl, Gouache, Wachskreide, Tusche, Farbstift, Lithografie und Radierung.
Nachdem sie zwei Erste Preise bei Plakatwettbewerben gewonnen hatte, stellte sie ihre Radierungen Meine Träume in einer ersten Ausstellung im Altonaer Museum, im Altonaer Künstlerverein sowie Porträtköpfe im GEDOK-Haus in Hamburg aus.
Durch ihre Tätigkeit bei der Firma Gebr. Ludwig Friedlaender machte sie die Bekanntschaft mit Ida Dehmel, die sie in den folgenden Jahren förderte.
1931 wurden 31 ihrer Zeichnungen in einer Ausstellung politischer Karikaturen aus der Satirezeitschrift Die Brennessel und dem Simplicissimus in der Stuttgarter Staatsgalerie gezeigt. Neben diesen Zeichnungen, die ihren Lebensunterhalt sicherten, malte und zeichnete sie Menschen in der Großstadt, Landschaften, Porträts und Stillleben.
Nach ihrem Umzug nach München wandte sie sich auch religiösen Themen sowie Zirkus- und Clownmotiven zu.
In den Jahren nach dem Krieg entstanden mehrere große Zyklen. Sie konnte ein Thema nie mit nur einer Arbeit abschließen, es mussten schon sechs bis zehn Bilder sein, bis es für sie „abgehakt“ war. Hierbei entstanden abstrakte Kompositionen, um gesellschaftliche Konflikte für sich bewältigen zu können, „... die Anlässe sind ganz akute politische Ereignisse. Aber es geht mir nie um Wirkung. Ich bin betroffen, dass Menschen so mit Menschen umgehen, und das muss ich irgendwie festhalten“. So entstanden unter anderem die Gehenkten, Termiten und Das tägliche Brot; dies waren impulsiv gemalte starkfarbige Ölbilder. Zu den Gehenkten boten die erschreckenden Zeitungsberichte über Folterungen den Malanlass, die Termiten standen symbolisch für grausame, bestialische Menschen. Das tägliche Brot waren sieben Blätter, die jedem Wochentag gewidmet waren. In ihren starkfarbigen Blättern und Bildern, die vor nackten Leibern, schwellenden Brüsten und Penissen nur so barsten, „verhohnepipelte“ sie die Sexwelle ohne Eros; „‚tägliches Brot‘ deswegen, weil den Leuten eingeredet wurde, das sei das tägliche Brot, ohne das könnten sie nicht leben. Ich malte einen Zyklus mit Wochentagen, um anzuprangern, dass der Sex alles und zu jeder Zeit beherrschen sollte“.
Mitte der 1970er Jahre erlitt sie einen Unfall, der ihre Bewegungsfreiheit einschränkte; hierdurch wurde ihr das Zeichnen wichtiger.

## Ausstellungen (Auswahl)
Seit 1947 beteiligte sich Eleonora Rozanek an Ausstellungen der Münchner Künstlergenossenschaft, der GEDOK, unter anderem 1955/1956 in Indien und 1957 im Libanon, der Freien Münchner und Deutschen Künstlerschaft und an der Ausstellung Gesellschaft der Freunde junger Kunst Baden-Baden.
Weitere Ausstellungen, auf denen sie vertreten war:
- Ein Überblick (1952–1972), Kunst 74, Haus der Kunst, München;
- D, Miniaturen, Galerie im Ganserhaus[4], Wasserburg am Inn (1978);
- Große Kunstausstellung, Wasserburg am Inn (1978);
- Das Kind, Beitrag zum internationalen Jahr des Kindes, GEDOK München (1979);
- GEDOK-Jahresausstellung, München (1979).

Einzelausstellungen wurden 1962 im Atelier Moering von Christa Moering in Wiesbaden und 1971 in der Galerie Franke von Günther Franke in München gezeigt.
Sie war mit ihren Arbeiten weltweit auf diversen Ausstellungen vertreten, unter anderem in Beirut, Delhi, Bombay, Kalkutta, Haiti, Paris, Rom, Berlin, München, Stuttgart und Wiesbaden.

## Mitgliedschaften
- Freie Münchner und Deutsche Künstlerschaft
- GEDOK
- Deutscher Künstlerbund

## Auszeichnungen
- 1921: 1. Preis DERUTRA
- 1927: 1. Preis im Plakatwettbewerb der NORAG
- 1927: 1. Preis im Wettbewerb Caritas in Freiburg

## Werke in Sammlungen (Auswahl)
- Altonaer Museum, Hamburg
- Staatliche Graphische Sammlung, München
- Städtische Galerie im Lenbachhaus, München
- Hommage an 1970, Graphothek Berlin[6]